# Округ Ярослав
О́круг Яро́слав (нем. Bezirk Jarosław, Ярославский уезд, пол. Powiat jarosławski) — административная единица коронной земли Королевства Галиции и Лодомерии в составе Австро-Венгрии, существовавшая в 1856—1918 годах. Административный центр — Ярослав.
Площадь округа в 1879 году составляла 14,5521 квадратных миль (837,33 км2), а население 93 356 человек. Округ насчитывал 113 поселений, организованные в 107 кадастровых муниципалитетов. На территории округа действовало 3 районных суда — в Ярославе, Радымно и Сеняве.
В течение 1915 года уезд входил в состав Перемышльской губернии, образованной на занятой русскими войсками территории Австро-Венгрии.
После Первой мировой войны округ вместе со всей Галицией отошёл к Польше.